# میرزا ابراهیم آشتیانی
میرزا ابراهیم آشتیانی از  سیاستمداران ایرانی بود، که در دوره چهاردهم بعنوان نماینده ورامین و ایوانکی در مجلس شورای ملی حضور داشت.